# Bestialität
Als bestialisch (von lat. bestia: Tier, Bestie) wird menschliches Verhalten bezeichnet, das den ethischen Normen extrem widerspricht, oft im Gegensatz zur Bezeichnung „human“.

## Begriffsbildung und Menschenbild
Diese Begriffsbildung steht im Zusammenhang mit einem Menschenbild, das einen wertenden Gegensatz zwischen einem zum Guten fähigen Menschen und dem amoralischen Rest der Natur aufbaut.
Die Verwendung dieser verbreiteten Begriffe wird von verschiedenen Seiten teilweise abgelehnt. Einmal ausgehend davon, dass der Begriff dazu diene, andere Menschen zu entmenschlichen (zum Beispiel in der Debatte zur Todesstrafe), andererseits von Personen, die den Menschen nicht zum Mittelpunkt ihres Weltbildes machen wollen oder sogar einen umgekehrten Mensch-Tier-Dualismus aufrechterhalten, und Tiere als dem Menschen moralisch überlegen betrachten. 

## Weitere Abgrenzungen
1. Eine ins Extrem getriebene Form der Grausamkeit auf körperlicher Ebene. Beispiel: bestialischer Mord
2. Im Sinne der WHO hemmungsloses, gefühlsrohes Ausleben des Geschlechtstriebs.
3. Irrtümlich: Explizit sexuelle Handlungen unter Einbeziehung eines Tieres (siehe Sodomie). Herkunft wahrscheinlich durch die wörtliche Übersetzung des englischen Wortes bestiality für „Sex mit Tieren“.